# Edificio de la Intendencia de la Región del Maule

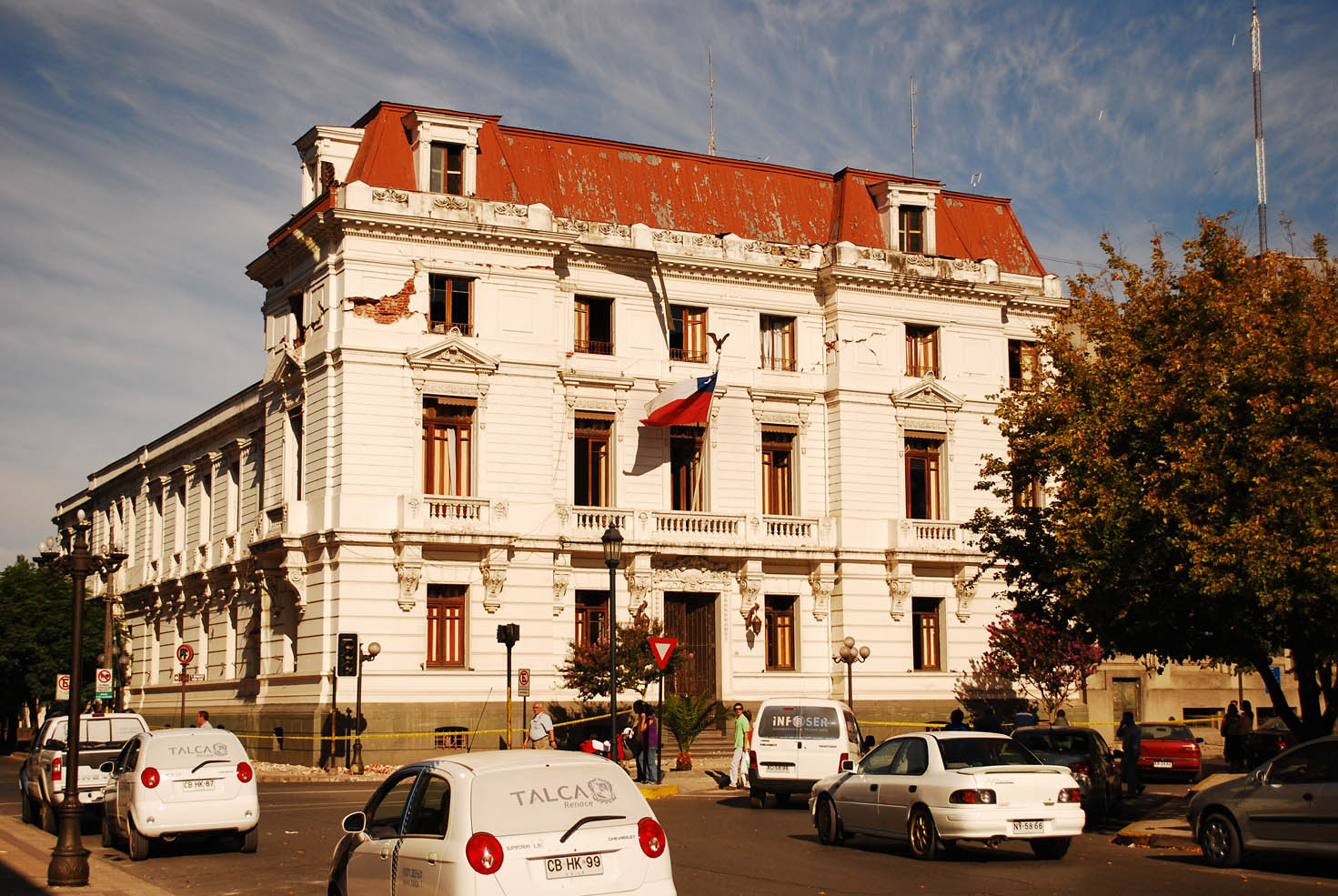
El edificio tras el terremoto de 2010.

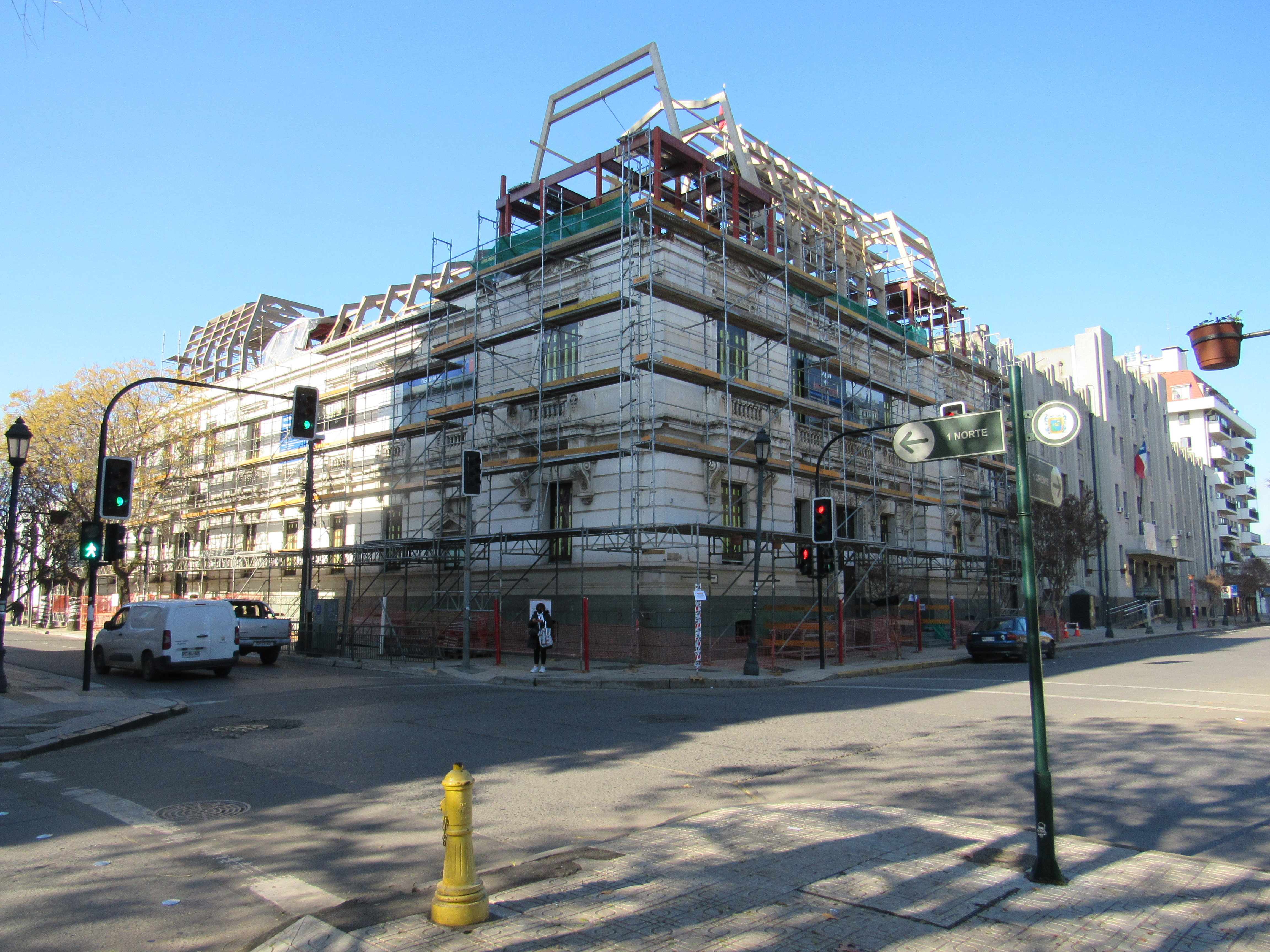
El edificio en obras de restauración. 29 de mayo de 2022.

El edificio de la intendencia de la región del Maule está ubicado en la ciudad de Talca en Chile. Se construyó entre 1910 y 1916 y es la sede del gobierno regional. Posee un estilo arquitectónico neoclásico. El 20 de marzo de 2001 fue declarado Monumento Nacional de Chile, en la categoría de Monumento Histórico, mediante el Decreto n.º 103. Según el decreto:

«...el edificio de la Intendencia de la Región del Maule constituye un símbolo de la identidad regional, no sólo de la perspectiva del ejercicio del poder político, sino también porque posee un gran valor histórico y artístico para la región...»

## Historia
Durante el gobierno de José Manuel Balmaceda se impulsó la renovación de edificios públicos, especialmente en provincias. En ese contexto se decidió emplazar un edificio definitivo para la intendencia de la provincia de Talca. El diseño de llevó a cabo entre 1906 y 1910 por el arquitecto Carlos Crouzat. El edificio se construyó entre 1910 y 1915. En 1982 se realizaron mejoran que incluyen cubiertas transparentes para los patios interiores.
El edificio fue gravemente afectado por el terremoto del 27 de febrero de 2010 a tal punto que quedó inutilizable. La reparación comenzó en enero del 2011 e implicó un gasto de 126,4 millones de pesos chilenos. Dicha reparación corrigió los daños más estructurales, pero también quitó algunas partes, como el tercer piso de mansarda.
En 2022 se comenzaron nuevos trabajos de restauración para, entre otras cosas, recuperar el tercer y cuarto piso. Sin embargo, fueron abandonados un año más tarde, quedando inconcluso.

## Descripción
El edificio forma parte del centro cívico de la ciudad de Talca. Se encuentra en la intersección de las calles 1 Oriente con 1 Norte. Consta de un subterráneo sobre el que se elevan dos pisos de 1274 metros cuadrados que cubren toda la superficie del terreno. La fachada poniente, que mira hacia la plaza de Armas de la ciudad, posee tres pisos cubiertos por una mansarda. Es de un estilo neoclásico inspirado en el Renacimiento italiano; las columnas, frisos, frontones, arquitrabes y dinteles presentan elementos griego clásicos. El edificio se ordena alrededor de dos patios simétricos iluminados por tragaluces. Las fachadas se caracteriza por los estucos canterados y por las molduras en los vanos.